# 近藤文二
近藤 文二（こんどう ぶんじ、1901年10月24日 - 1976年11月25日）は、日本の経済学者。大阪市立大学名誉教授。保険学、社会保障論を研究。

## 略歴
- 大阪市生まれ。
- 1925年 京都帝国大学卒業、大学院に進学。
- 1926年 大阪市立高等商業学校教員。
- 1928年 大阪商科大学高等商業部教授。
- 1932-33年 ドイツを中心に欧米留学。
- 1934年 大阪商科大学助教授。
- 1941年 大阪商科大学教授。
- 1949年 大阪市立大学商学部教授。
- 1952年 『社会保険』(1948年)により経済学博士。
- 1953-58年 大阪市立大学商学部長。
- 1965年 定年退官、関西学院大学経済学部教授。

## 業績
戦前から保険の歴史や民間保険を研究。1942年の共著『労働者年金保険法論』では「戦費調達説」を提起し、同書刊行または1948年の『社会保険』刊行の頃から社会保険の研究に関心を移した。社会保険を重視する社会保障論を展開し、社会保険の社会事業化・公的扶助化を批判した。1963年の『社会保険』は「社会保険に関する理論・歴史・政策が三位一体となったこの分野の名著」「近藤自身のこれまでの研究の総仕上げ」だと評価されている。第6回日経・経済図書文化賞を受賞した。
1946年2月に末高信・園乾治・平田冨太郎・大河内一男と民間の「社会保障研究会」を組織し、7月にベヴァリッジ報告の影響が強い「社会保障案」を発表した。同年厚生省に設置された「社会保険制度調査会」やその後身である「社会保障制度審議会」に参加し、政策提言者として生活保護法、国民皆年金・皆保険など日本の社会保障制度の形成に影響を与えた。

## 著書
単著
- 『保険経済学 第1巻　保険学の本質と保険の歴史』甲文堂書店、1935年
- 『保険経済学 第2巻　保険学の本質』甲文堂書店、1939年
- 『保険学全集 第1巻　保険学総論』有光社、1940年
- 『社会保険入門』東洋書館、1943年
- 『社会保険』東洋書館、1948年
- 『保険論』東洋書館、1948年
- 『社会政策概説』碓氷書房、1949年
- 『社会保障』中央労働学園、1949年
- 『社会保障えの勧告』社会保険法規研究会、1950年
  - 『日本社会保障基本文献集 第19巻　社会保障えの途、社会保障えの勧告』菅沼隆監修　日本図書センター、2007年
- 『社会保障――自由社会における生活保障』東洋書館、1952年、改訂増補1955年
  - 『日本社会保障基本文献集 第20巻　社会保障―自由社会における生活保障―』菅沼隆監修　日本図書センター、2007年
- 『社会保障の歴史』全社連広報出版部、1963年
- 『社会保障の歴史』厚生出版社、1963年、改訂増補1966年、新版1969年
- 『社会保険』岩波書店、1963年
- 『社会保障と労働福祉』日本労働協会、1965年、改訂増補版1967年
- 『社会保障入門』有斐閣双書、1968年、新版1977年
- 『社会保険』日本労働協会、1971年
- 『どうなる健保組合――危機に直面する医療保険』社会保険法規研究会、1969年
- 『日本の社会保障の歴史』厚生出版社、1974年

共著
- 『労働者年金保険法論』後藤清共著　東洋書館、1942年
  - 『日本社会保障基本文献集 第6巻 労働者年金保険法論1』菅沼隆監修　日本図書センター、2006年
  - 『日本社会保障基本文献集 第7巻 労働者年金保険法論2』菅沼隆監修　日本図書センター、2007年
- 『社会保障勧告の成立と解説』吉田秀夫共著　比良書房、1950年
  - 『日本社会保障基本文献集 第18巻　社会保障勧告の成立と解説』菅沼隆監修　日本図書センター、2007年

編著
- 『現代の労働問題――賃金・労働時間・婦人労働・社会保障』内海義夫共編　法律文化社、1964年
- 『医療費問題』厚生出版社、1966年
- 『保険の基礎理論』千倉書房、1970年
- 『保険学シリーズ 2　保険の現代的課題』千倉書房、1974年

その他
- 『Readings in social economics』星野周一郎・磯野喜一共編纂　甲文堂、1935年
- 『Select chapters and passages from an inquiry into the nature and causes of the wealth of nations』Adam Smith著、星野周一郎共訳　平野書店、1939年
- 『講座社会保障 第3巻　日本における社会保障制度の歴史』丸山博ほか編　至誠堂、1959年
- 『戦後における社会保障の展開』大内兵衛編　至誠堂、1961年
  - 『日本社会保障基本文献集 第30巻　戦後における社会保障の展開』菅沼隆監修　日本図書センター、2008年
- 『生活保障の経済理論――近藤文二博士還暦記念論文集』近藤文二教授還暦記念事業委員会編　日本評論新社、1963年